# 4-диметиламинопиридин
4-Диметиламинопиридин (ДМАП, DMAP) — органическое соединение, производное пиридина. Используется в органическом синтезе как катализатор ацилирования аминов и спиртов, конденсации в присутствии карбодиимидов, а также силилирования и тритилирования спиртов.

## Получение
4-Диметиламинопиридин получают нагреванием 4-пиридона с гексаметаполом при 220 °С, либо из некоторых 4-замещённых пиридинов при нагревании с диметилацетамидом. Коммерческий продукт получают из хлорида 4-пиридилпиридиния (синтезируется из пиридина и хлористого тионила) путём нагревания с диметилформамидом при 155 °С. 4-Диметиламинопиридин очищают перекристаллизацией из этилацетата.

## Использование
4-Диметиламинопиридин используется в каталитических количествах (0,05—0,2 эквивалента) для ускорения реакций ацилирования пространственно затруднённых спиртов. Увеличение скорости при этом составляет примерно 10 000 раз. В ходе реакции ДМАП отщепляет протон от карбоксильной группы и облегчает атаку карбоксилат-иона на карбодиимид. На дальнейших стадиях катализатор выступает как переносчик ацильной группы к молекуле спирта. Аналогичным образом в присутствии ДМАП ускоряется ацилирование аминов.
Также данный реагент ускоряет конденсацию карбоновых кислот со спиртами в присутствии 1,3-дициклогексилкарбодиимида (ДЦК). Комбинация ДЦК и ДМАП использовалась также для синтеза макролактонов.
В присутствии ДМАП ускоряются реакции селективного тритилирования первичной гидроксильной группы в присутствии вторичной, силилирование третичных спиртов, постановка трет-бутилдиметилсилильной группы (TBDMS).

## Безопасность
4-Диметиламинопиридин раздражает кожные покровы, проявляет токсическое и коррозионное действие.